# Marie Rivier
Pour les articles homonymes, voir Sainte Marie et Rivier.
Marie Rivier (Montpezat-sous-Bauzon, 19 décembre 1768 - Bourg-Saint-Andéol, 3 février 1838)  est une religieuse française, fondatrice des Sœurs de la Présentation de Marie, et reconnue sainte par l'Église catholique. Elle est commémorée le 3 février selon le Martyrologe romain. Elle a été canonisée le 15 mai 2022 à Rome.

## Biographie
Lorsqu'elle est âgée de 16 mois, elle tombe de son lit superposé et s'abîme la hanche et les chevilles et ne peut plus marcher. Sa mère, très pieuse, prie Notre-Dame de Pitié à Montpezat-sous-Bauzon pour qu'elle soit guérie, ce qui advient 4 ans après l'accident. Tous les matins, l'enfant est déposée auprès de la Piétà où un dialogue avec Notre-Dame s'installe. Marinette (comme l'appellent ses proches) fait la promesse à Marie : « Si tu me guéris, je te ramasserai des filles et je leur dirai de bien t'aimer ». Suffisamment rétablie, elle veut tenir sa promesse de s'occuper des enfants, et quelques années plus tard, elle part étudier à Pradelles. Cependant, le développement de l'ensemble de son corps resta compromis, et elle ne devait jamais dépasser la taille de 1,32 mètre.
Puis elle demande à être religieuse dans la congrégation Notre-Dame de Pradelles, mais elle est refusée en raison de sa santé.
À l'âge de dix-huit ans, Marie Rivier ouvre alors une école à Montpezat-sous-Bauzon, son village natal. Elle est convaincue que l'éducation chrétienne est le meilleur moyen d'évangélisation des jeunes et de travailler à la réconciliation entre tous. Elle s'occupera aussi des mères de familles, des jeunes filles, et animera des assemblées sans prêtre.
Lorsque la Révolution française survient et que la Terreur règne, tout acte religieux devient suspect. Alors que tous les couvents ferment, Marie Rivier, qui n'a que 28 ans,  va ouvrir le sien à Thueyts, où elle est partie en 1794 pour ouvrir une école.
Le 21 novembre 1796, jour de la fête de la Présentation de Marie au Temple, Marie Rivier et ses quatre premières compagnes se consacrent à Dieu. Cinq ans plus tard, en 1801, avec l'approbation de l'évêque de Vienne, la congrégation des Sœurs de la Présentation de Marie voit le jour et, en quelques années, elle ouvre 46 maisons. (Salon-de-Provence la présentation de Marie en 1821, Aix en Provence...)
Pour Marie Rivier et ses filles, l'éducation chrétienne de la jeunesse est et restera une priorité. Cependant, l'éducation de la foi s'étend aussi aux adultes. Les pauvres sont privilégiés. Le premier orphelinat ouvre le 21 novembre 1814. Et même si les sœurs vivent pauvrement, l'accueil des plus pauvres est sacré.  

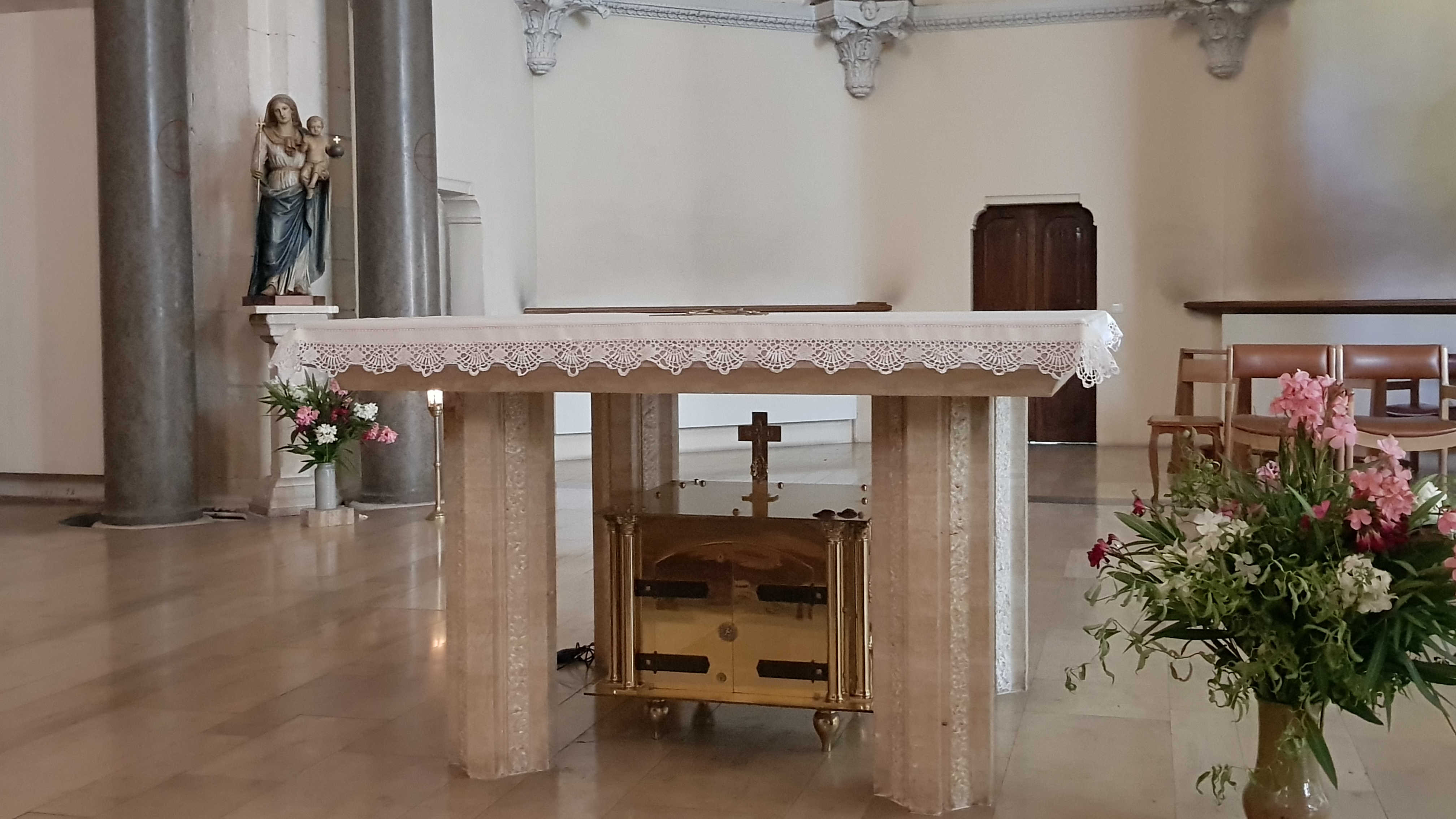
Reliquaire, chapelle de la maison-mère des Sœurs de la Présentation de Marie à Bourg-Saint-Andéol.

La fondatrice de la congrégation des Sœurs de la Présentation de Marie exprime une intuition : « Mes filles traverseront un jour les mers ». Cette prédiction s'est réalisée en 1853 lorsque les Sœurs sont arrivées au Canada. Puis, en 1873, la première fondation aux États-Unis a été établie à Glens Falls, dans l'État de New York. Aujourd'hui, les Sœurs de la Présentation de Marie servent dans dix-neuf pays du monde. La maison-mère est à Bourg-Saint-Andéol, et la maison généralice à Castel Gandolfo près de Rome.
À sa mort, le 3 février 1838, elle était à l'origine de 141 maisons qui reçurent plus de 350 sœurs pour continuer son œuvre.
Marie Rivier a été béatifiée à Rome par le pape Jean-Paul II, le 23 mai 1982.
Le 13 décembre 2021, après reconnaissance d'un miracle qui lui est attribué, le Vatican ouvre la voie de sa canonisation,.
Celle-ci est célébrée le 15 mai 2022 en compagnie de deux autres français : Charles de Foucauld et César de Bus